# Kościół Marii Magdaleny w Garzu
Kościół Marii Magdaleny – luterańska świątynia w niemieckiej gminie Garz, na wyspie Uznam. Filia parafii Ahlbeck-Zirchow.
Pierwsza wzmianka o kościele pochodzi z 1231 roku. 

## Architektura
Świątynia romańsko-gotycka, jednonawowa, wzniesiona z kamienia polnego oraz czerwonej cegły, otoczona nieużytkowanym obecnie cmentarzem. Do XIX wieku na dachu znajdowała się sygnaturka, którą rozebrano z powodu jej złego stanu technicznego. We wnętrzu znajduje się empora z około 1780 roku, na której zainstalowane są neorenesansowe organy z 1856. Do sufitu podwieszone są dwa miniaturowe statki. Jeden pochodzi z 1770 roku, drugi – z 1825. Obok kościoła znajduje się drewniana, odrestaurowana dzwonnica z 1854 roku. Zawieszone są na niej dwa dzwony: starszy, z 1934 roku, z ludwisarni Franza Schillinga z Apoldy oraz młodszy, z początku XXI wieku.

## Galeria

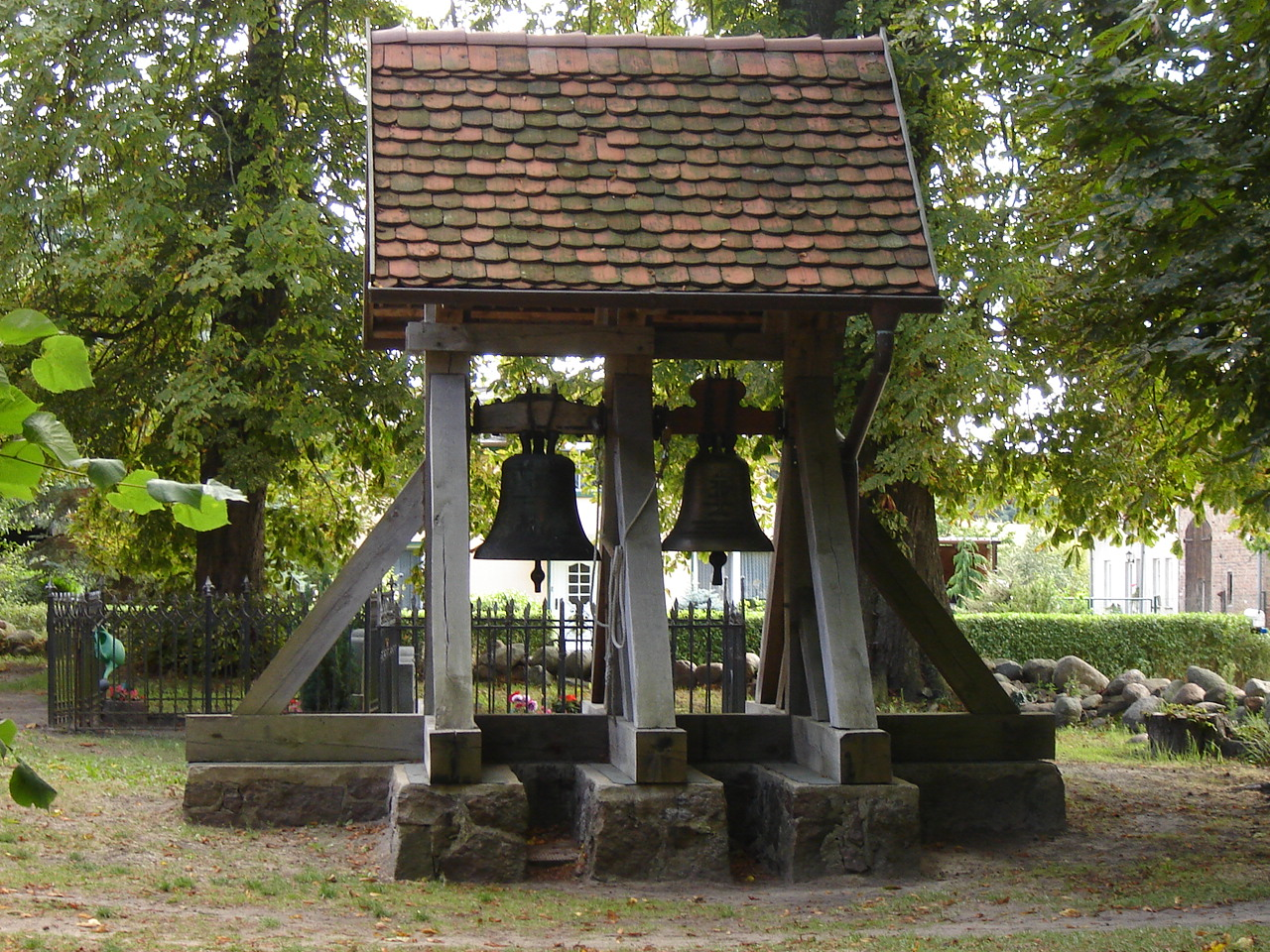
Przykościelna dzwonnica
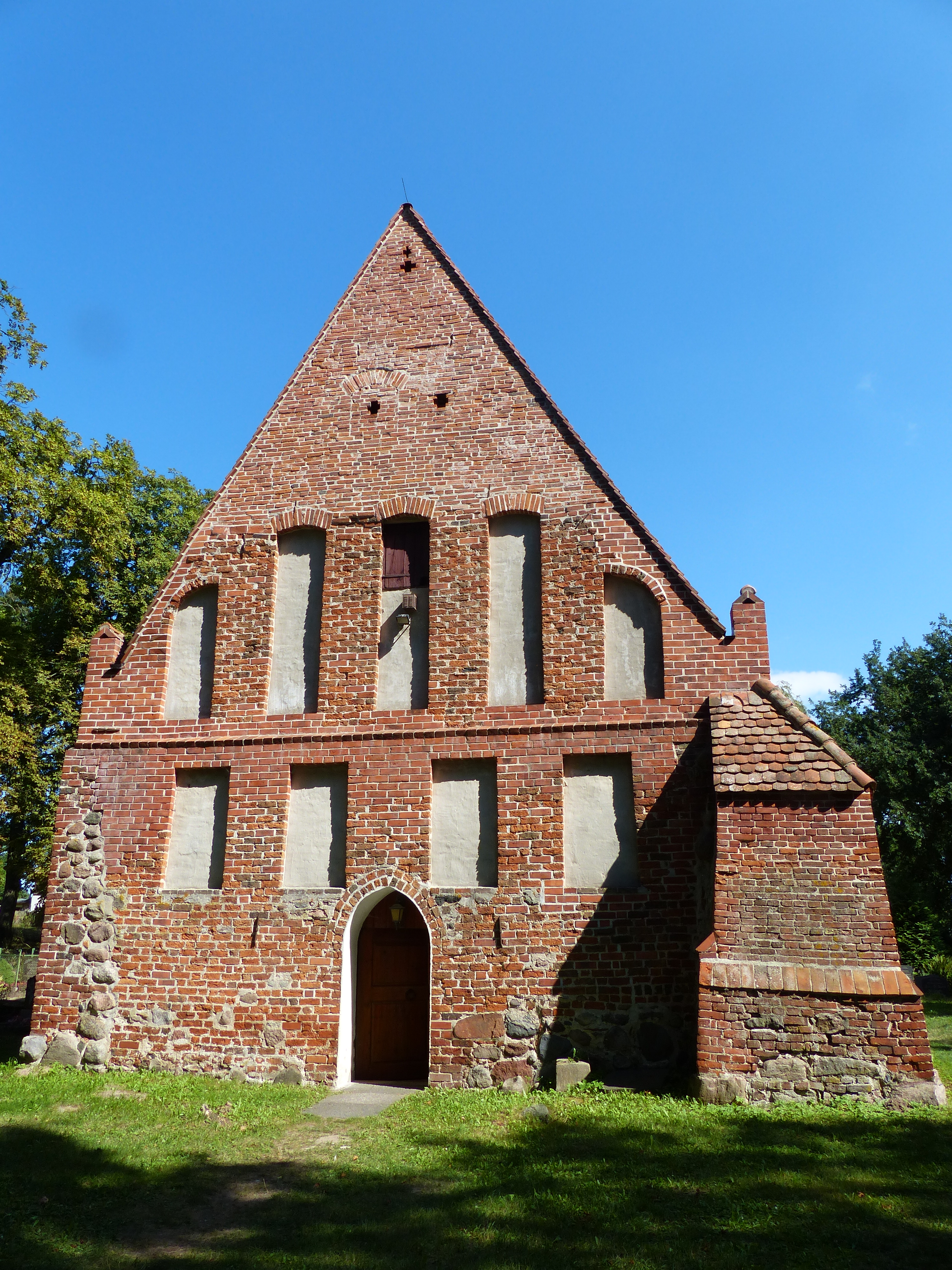
Fasada
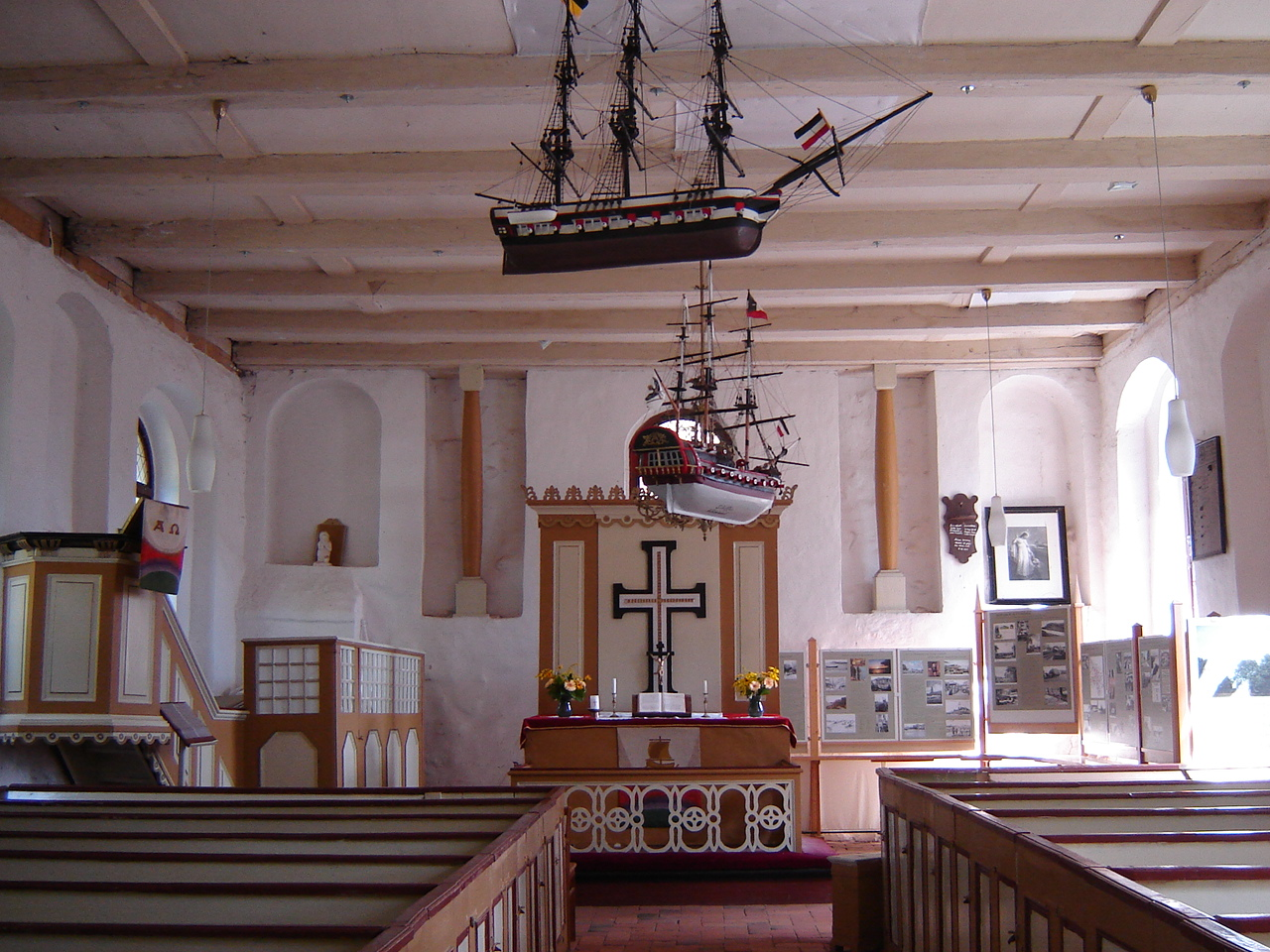
Wnętrze
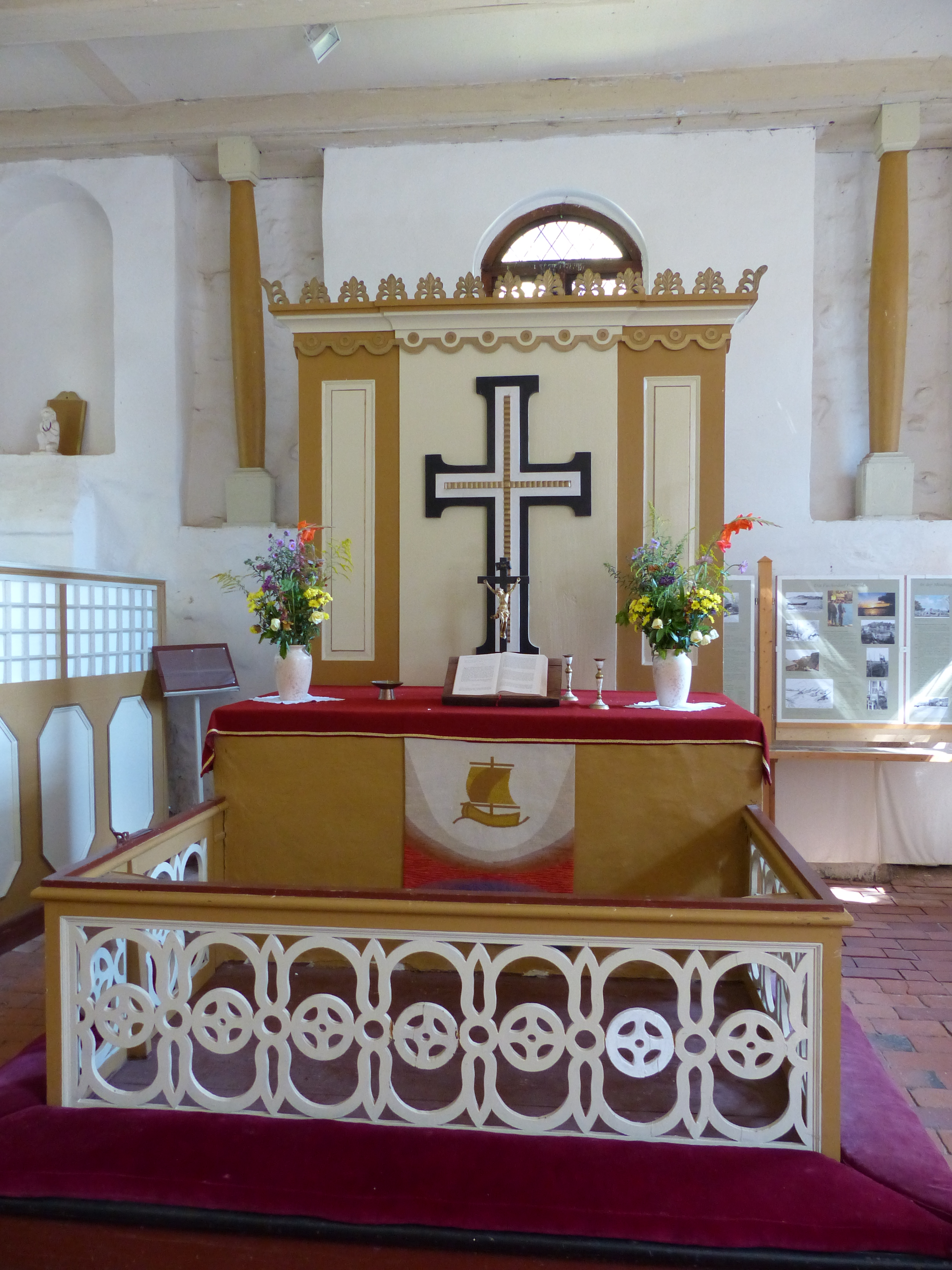
Ołatrz
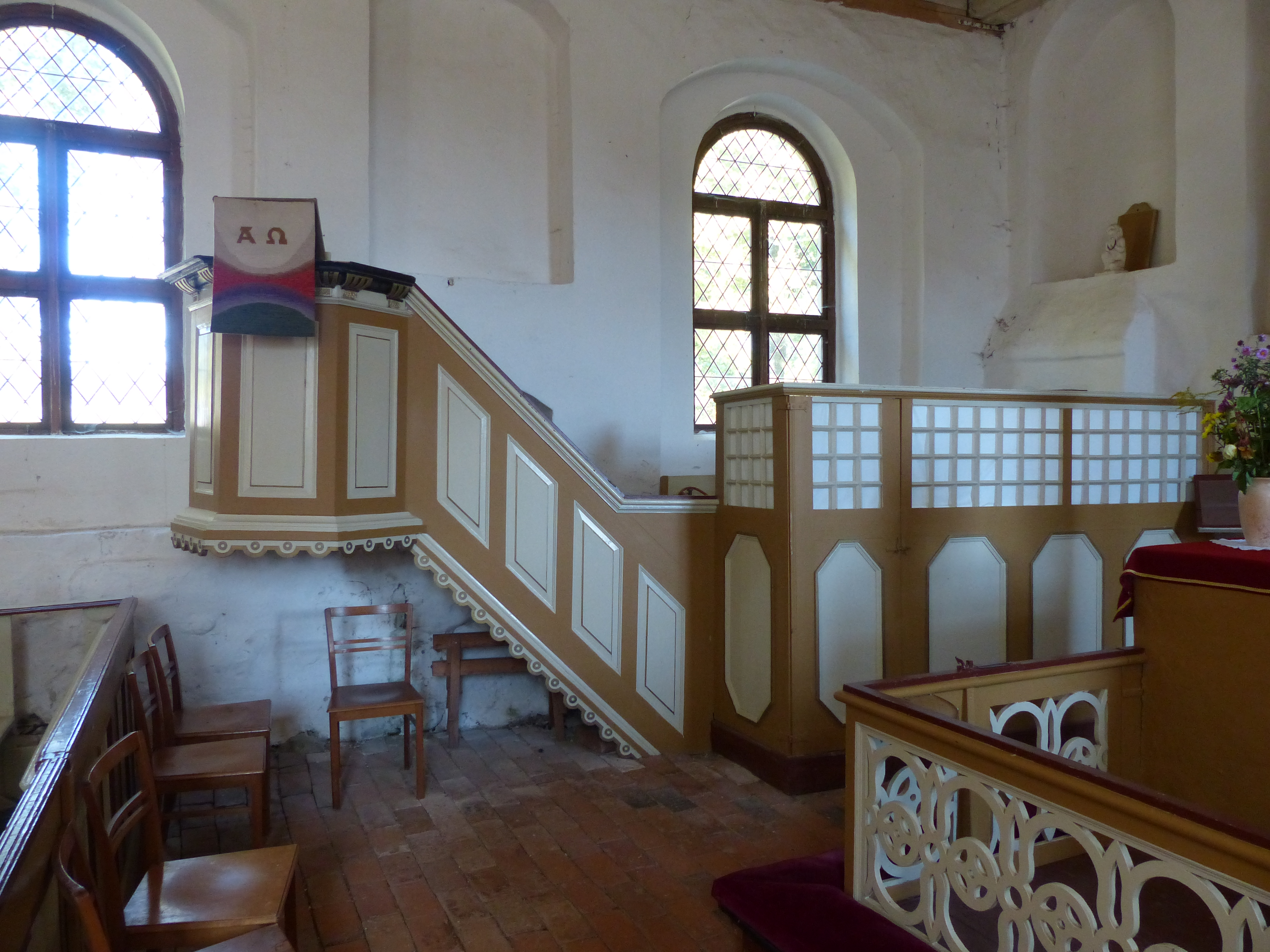
Ambona
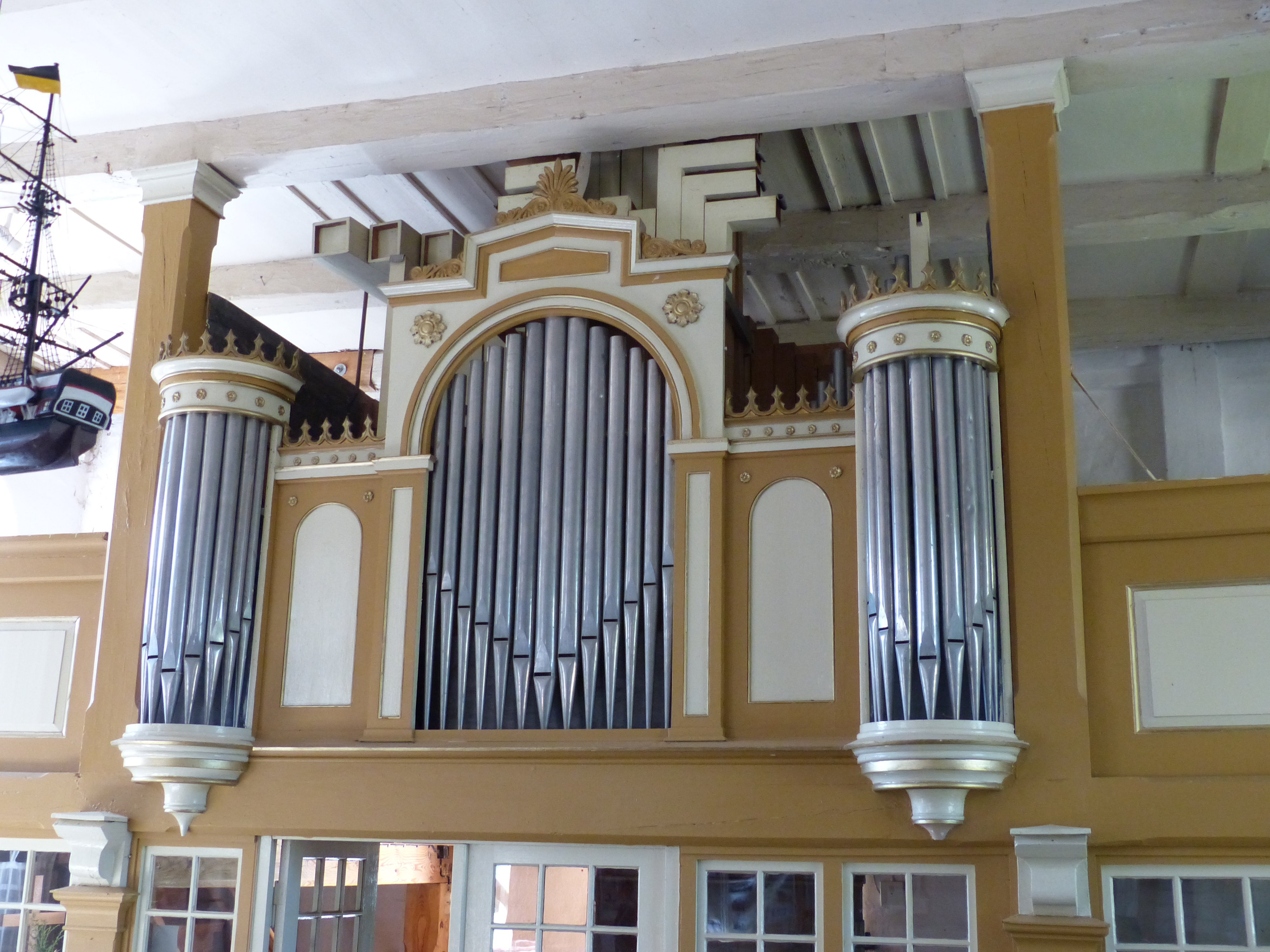
Organy